# Biblioteche del mondo antico
Le grandi biblioteche del mondo antico si diffusero per conservare opere letterarie soprattutto a partire dall'età ellenistica, con alcuni importanti precedenti.

## Africa

### Algeria

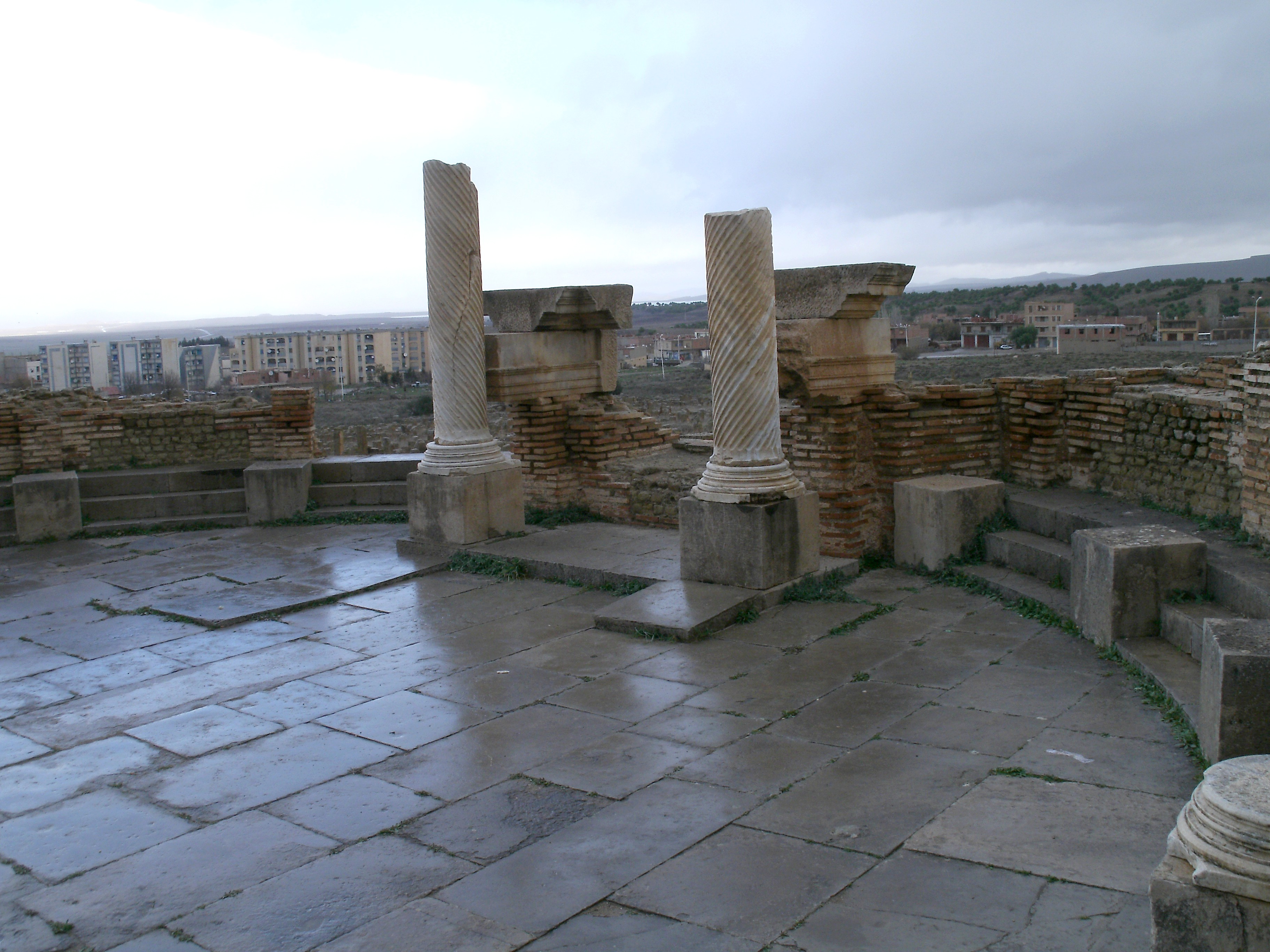
Biblioteca di Timgad

- Timgad (250 d.C.) (Moderna Algeria)

La biblioteca fu un regalo per il popolo romano e la provincia di Thamugadi o Timgad da parte di Giulio Quinziano Flavio Rogaziano nel terzo secolo. Essa comprendeva una grandiosa sala ad arco che consisteva di una sala di lettura, un corridoio e un'esedra per i lettori. La biblioteca era piuttosto ampia, di 81 piedi di lunghezza per 77 di larghezza; nicchie oblunghe lungo i muri contenevano cassette lignee, che custodivano i papiri. In aggiunta, ci sono testimonianze di capsae poste al centro, così come di spazi di lettura. Non ci sono, comunque, dati sulla effettiva consistenza dei volumi contenuti, anche se è stato stimato che avrebbe contenuto almeno 300 rotoli papiracei.

### Egitto
- Biblioteca di Alessandria, Egitto, fondata nel III secolo a.C. (circa 295 a.C.)

Fondata da Tolomeo I, si tramanda che questa biblioteca contenesse 400000 rotoli e fu considerata il centro propulsore della cultura antica. Il Serapeo di Alessandria fungeva da estensione della Biblioteca. La data della sua distruzione è incerta, ma si stima che disponesse di una delle più grandi collezioni del mondo classico.
- Tempio di Edfu, Archivio/Biblioteca (237 - 57 a.C.)

Questa biblioteca era, in pratica, un'estensione del Tempio stesso. Le mura di questa camera erano piene di disegni e di nicchie che contenevano numerosi manoscritti papiracei e rotoli racchiusi in contenitori fatti di pelle. Tali documenti registravano l'attività quotidiana del tempio, ma riportavano anche i progetti di costruzione e le direttive della decorazione delle mura.
- Biblioteca di Nag Hammadi (Alto Egitto)

La denominazione legata a Nag Hammadi è comunemente utilizzata per riferirsi a 13 codici che comprendono 50 testi gnostici.

## Asia

### Anatolia
- Biblioteca di Antiochia (221 a.C.) (Moderna Antakya)

La Biblioteca fu commissariata sotto la guida, nel III secolo a.C., di Euforione di Calcide e sovvenzionata dal sovrano Antioco III il Grande. Euforione fu capo bibliotecario e ricercatore
- Biblioteca di Pergamo (197 a.C. - 159 a.C.) (Moderna Bergama)

I sovrani Attalidi costituirono la seconda più importante biblioteca ellenistica dopo Alessandria, fondata in rivalità con i Tolomei, specie dopo che essi smisero di esportare il papiro; in parte a causa della competizione, in parte per la penuria di materia prima, i Pergameni inventarono un sostituto da usare nei codici, detto pergamena dal nome della città. Essa era costituita da pelle bovina raffinata, un predecessore del vello e della carta. La biblioteca giunse a comprendere più di 200000 volumi: il successo di Pergamo dipese proprio dall'egemonia attalide, una dinastia di mecenati.
- Biblioteca di Celso (135 d.C.) (localizzata nella città di Efeso)

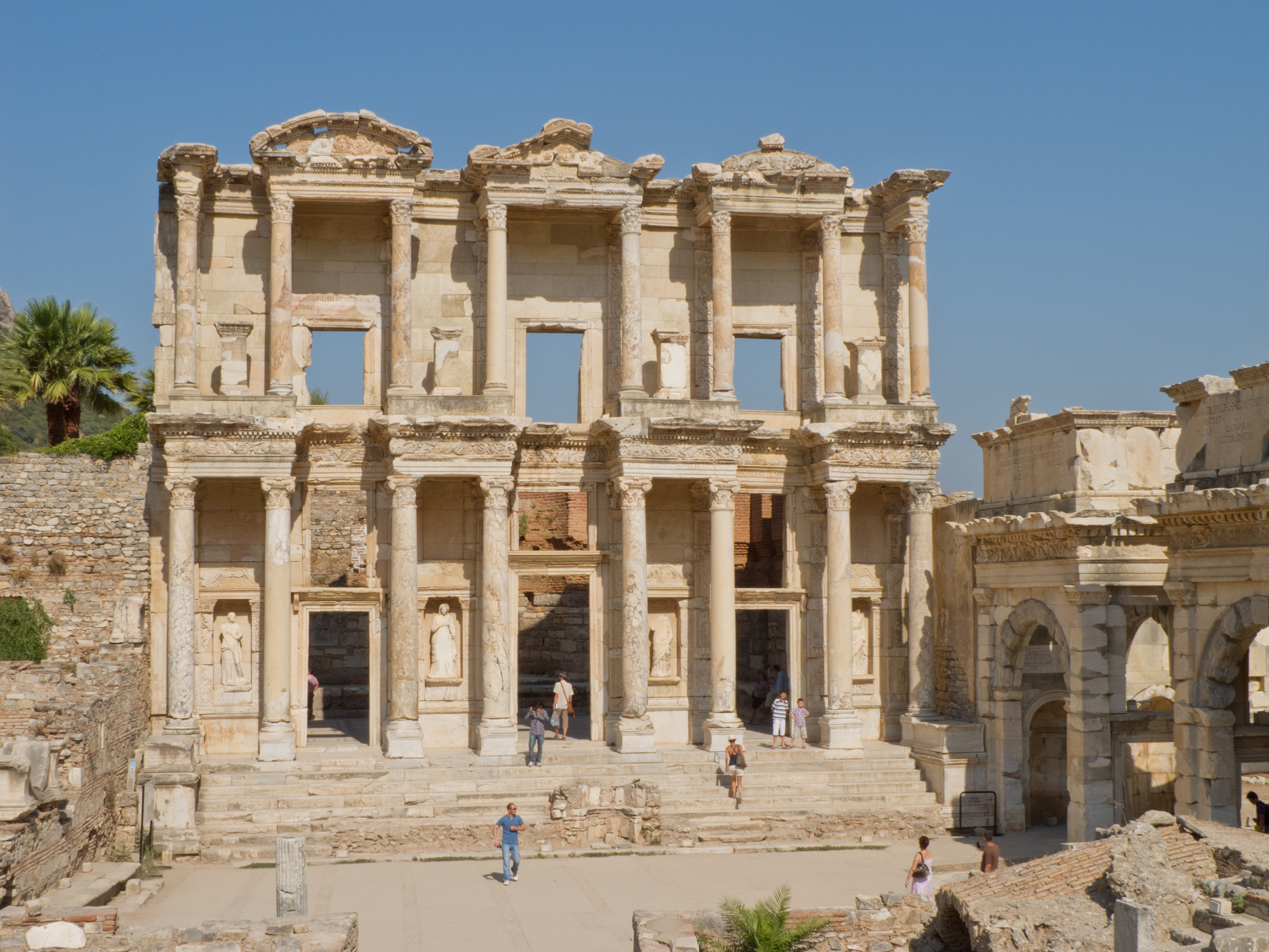
La facciata della Biblioteca di Celso

Essa faceva parte della triade di biblioteche nel Mediterraneo che, come detto, includeva le suddette biblioteche di Pergamo e di Alessandria. Tale biblioteca era, in realtà, un sepolcro ed un monumento dedicato alla memoria di Tiberio Giulio Celso Polemeano, da cui essa prende il nome. 12000 volumi erano raccolti in questa biblioteca e depositati in molte capsae lungo le mura dell'ampia struttura.
- La Biblioteca Imperiale di Costantinopoli (330 d.C.)

La biblioteca era stata fondata da Costanzo II, che era il figlio del primo imperatore cristiano Costantino e che chiese che i rotoli di papiro fossero copiati su pergamena per meglio conservarli. Tra l'altro, diversi documenti della Biblioteca di Alessandria furono traslati in questa biblioteca che, secondo alcune stime, aveva fondi per poco più di 100.000 volumi tra rotoli di papiro e codici rilegati in pergamena.

### Siria
- Gli archivi ed i testi di Ebla, dal 2500 circa fino alla distruzione della città, verso il 2250 a.C., costituiscono la più antica biblioteca organizzata finora scoperta.
- Le biblioteche di Ugarit (nella Siria moderna) del XIII secolo a.C., includono archivi diplomatici, opere letterarie e le prime biblioteche private finora rinvenute.
- Tavolette di Mari
- Archivio di Tell Leilan

### Iran
- L'Accademia di Jundishapur nell'Iran occidentale, istituita durante l'Impero sasanide persiano dal III al VI secolo.

### Iraq
- La Biblioteca di Assurbanipal (fondata 668-627 a.C.), a Ninive (vicino alla moderna Mosul, Iraq), a lungo considerata come la prima biblioteca ordinata sistematicamente, fu rinvenuta nel XIX secolo. Sebbene la biblioteca fosse stata distrutta, molti frammenti di tavolette con cuneiforme antico sono sopravvissute e sono state restaurate per recuperarne la scrittura integrale. Tra i tanti ritrovamenti si sono recuperate ampie porzioni dell'Epopea di Gilgamesh.[12][13][14]

- La Bayt al-Ḥikma (ovvero "la Casa della Sapienza", Arabo بيت الحكمة), una biblioteca dell'era abbaside e istituto di traduzioni della lingua araba a Baghdad, Iraq. Dall'VIII secolo al 1258 d.C.

### Palestina
- La biblioteca teologica di Caesarea Maritima, del tardo III secolo d.C.

Situata nell'attuale Israele, questa biblioteca era una grande biblioteca contenente testi cristiani. Grazie ad Origene di Alessandria ed al suo allievo Panfilo di Cesarea, la scuola di Cesarea conquistò il primato per la biblioteca ecclesiastica più ampia del tempo, con più di 30000 manoscritti: Gregorio di Nazianzo, Basilio il Grande, Girolamo ed altri vi si recarono per i loro studi.

### Subcontinente indiano
Vari centri di studio e università buddhiste dell'India antica tenevano biblioteche con manoscritti di foglie di palma e su altri supporti, su molteplici argomenti. Tra le più importanti:
- Takshasila (in Pakistan) dal VI a.C. al V secolo a.C.. Importante centro universitario dove vennero scritti alcuni importanti testi in sanscrito, tra cui L'Arthaśāstra.[15] Venne distrutta nel V secolo d.C. dagli Unni, quando era già in decadenza.[16]
- Nālandā (considerata più importante università buddhista dell'India antica e una delle prime università registrate dalla storia).[17] Nel 1193, l'Università di Nālandā fu saccheggiata dai musulmano turchi che avevano invaso la zona al comando di Bakhtiyar Khilji; questo evento viene considerato come una pietra miliare nel declino del Buddismo in India.

### Cina
- La biblioteca imperiale della dinastia Han.

Il catalogo della biblioteca è giunto sino a noi grazie al Libro degli Han, nella sezione Yiwenzhi, trattato di letteratura. Quando fu redatto l'inventario la biblioteca coteneva 596 opere divise in sei argomenti: testi sacri; filosofia; poesia; astrologia; medicina; strategie militari.
- Gli archivi della dinastia Qin.[18]

## Europa

### Grecia
- Biblioteca di Aristotele (Atene) (384-321 a.C.)

La biblioteca dello Stagirita era di tipo privato e una delle prime di cui si abbia notizia nel mondo antico. In realtà, non se ne conosce l'estensione e la conformazione, anche se i resoconti antichi riportano che essa formò il nucleo della successiva Biblioteca di Alessandria
- Kos (100 d.C.)

La Biblioteca era un locale pubblico situato nella enclave di Kos, noto come un crocevia per ricercatori e filosofi. Una registrazione di persone che, probabilmente, erano responsabili della manutenzione della biblioteca è riportata su un'iscrizione nei pressi del monumento
- Biblioteca di Panteno (Atene) (II secolo d.C.)

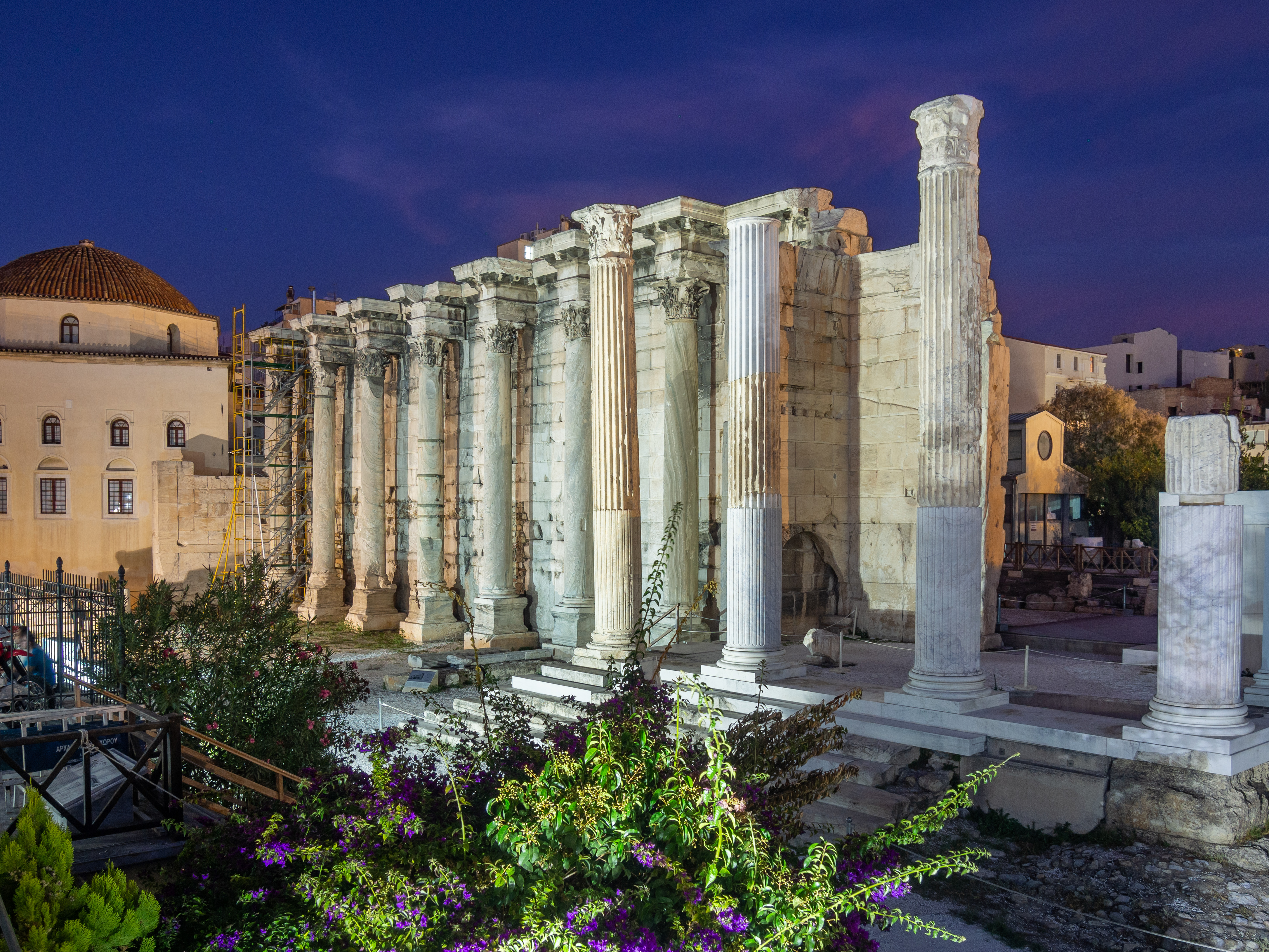
Resti della facciata occidentale (metà settentrionale) con parte dell'ingresso della Biblioteca di Panteno

Dedicata sia ad Atena Archegetis che all'imperatore romano Adriano, da cui oggi prende nome, la biblioteca era situata nell'agorà di Atene. Il fondatore e finanziatore di essa era Tito Flavio Panteno che, insieme ai suoi figli, la donò ai cittadini ateniesi. Anche se non è nota la data precisa della dedica, si è ipotizzato che essa fosse costruita tra il 98 ed il 102 d.C., forse iniziata dal padre dello stesso Panteno.
La pianta è alquanto distante dai canoni delle biblioteche di età imperiale: una spaziosa esedracon un cortiletto decorato da tre gallerie formava il nucleo, mentre un'iscrizione spiegava le regole della biblioteca, recitando “Non è permesso, in via di un giuramento preliminare, portare fuori libri. La biblioteca è aperta dalla prima alla sesta ora".
La biblioteca sarebbe stata distrutta dall'invasione degli Eruli nel 267 d.C.

### Italia
- Biblioteche del Foro.

Erano più organismi fondati sotto Augusto nei pressi del Foro Romano, che contenevano testi greci e latini, ospitati in ali separate secondo l'uso del tempo. Esistevano biblioteche nel Porticus Octaviae accanto al Teatro di Marcello, nel tempio di Apollo Palatino e nel Foro di Traiano, presso la Biblioteca Ulpia.

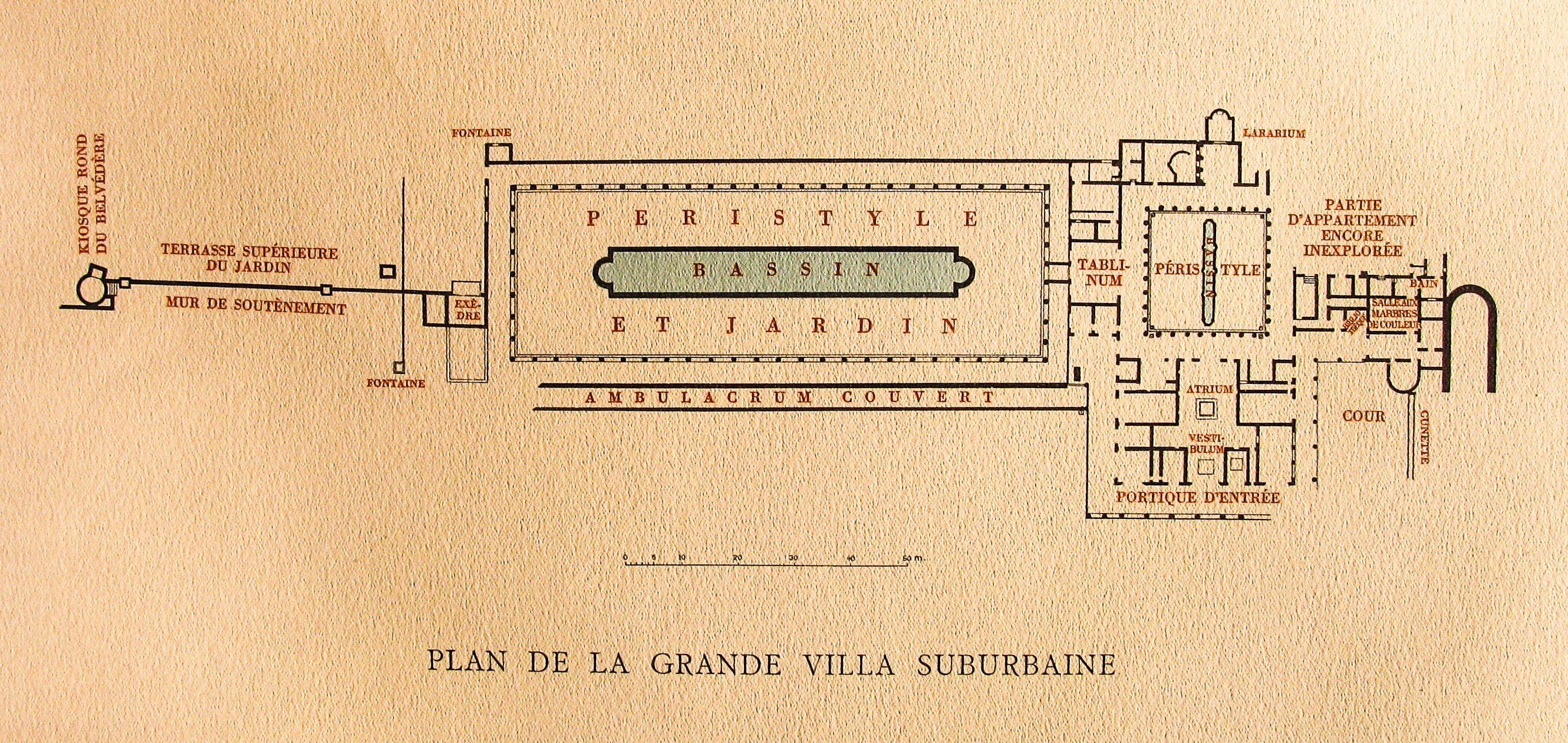
Pianta della Villa dei Papiri

- Biblioteche private di Roma antica.

L'aristocrazia romana reputava la biblioteca come un segno di prestigio e molte di esse furono poi trasferite ai monasteri dell'epoca medievale.
- Atrium Libertatis, biblioteca pubblica di Asinio Pollione[23]
- La Villa dei Papiri, ad Ercolano

Unica biblioteca sopravvissuta dall'antichità. La grande collezione privata in questa villa potrebbe essere appartenuta al suocero di Giulio Cesare, Lucio Calpurnio Pisone Cesonino. Sepolta dall'eruzione del Vesuvio nel 79 d.C., fu riscoperta nel in 1752. Da allora, sono stati scoperti circa 1800 rotoli carbonizzati. Usando, oggi, moderne tecniche come la scansione multispettrale, rotoli prima illeggibili o zone invisibili di rotoli già aperti si stanno decifrando. Comunque, è possibile che restino nuovi rotoli nelle zone inferiori, ancora non scavate, dell'amplissima villa